# Álvaro Alcalá Galiano
Álvaro Alcalá Galiano y Vildósola (ur. 21 maja 1873 w Bilbao, zm. 27 listopada 1936 w Paracuellos de Jarama) – hiszpański malarz.

## Życiorys
Urodził się i wychował w Kraju Basków, w rodzinie arystokratycznej. Jego pierwszymi nauczycielami w malarstwie byli Antonio Lecuona i Adolph Guiard. Miał możliwość przeprowadzki do Paryża, jednak jego rodzina postanowiła wysłać go na studia do Madrytu, gdzie uczył się od artystów takich jak José Jiménez Aranda i Joaquín Sorolla y Bastida. Pracował również dla hiszpańskiego dziennika ABC.
Był organizatorem wystaw w Bilbao i San Sebastian oraz prezesem Stowarzyszenia Hiszpańskich Malarzy i Rzeźbiarzy. W 1902 roku wyjechał do francuskiej Bretanii, a następnie do Holandii i Niemiec. Za granicą rozwinął swój malarski styl i skupił się na scenkach rodzajowych wpisując się w ramy hiszpańskiego kostumbryzmu. Był jednym z najwybitniejszych przedstawicieli malarstwa pejzażowego i malarstwa ściennego w pierwszej połowie XX wieku. Dekorował ściany Pałacu Sprawiedliwości i gmach Ministerstwa Marynarki Wojennej w Madrycie.
W czasie hiszpańskiej wojny domowej opowiedział się za prawicą, w 1936r został rozstrzelany w Paracuellos de Jarama.

## Wyróżnienia
Otrzymał następujące nagrody na Krajowej Wystawie Sztuk Pięknych w Madrycie:
- III Medal w 1897 i 1899.
- II Medal w 1901 roku.
- I Medal w 1920 roku[2], za obraz La senda (obecnie w Muzeum Prado).

W 1910 roku otrzymał III Medal w Salonie Paryskim i II Medal na Międzynarodowej Wystawie w Buenos Aires, a w 1916 r. otrzymał grand prix na Międzynarodowej Wystawie w Panamie.

## Galeria

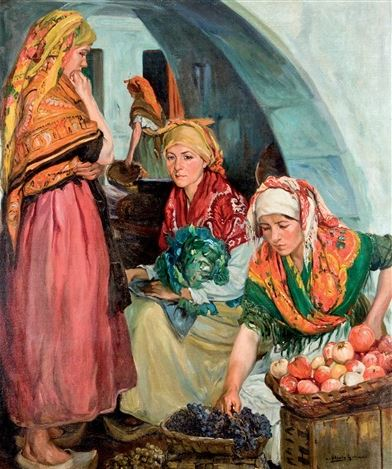
Sprzedawczyni owoców 1919,
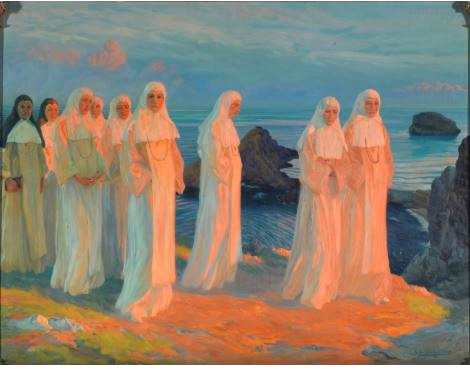
Ścieżka około 1920,
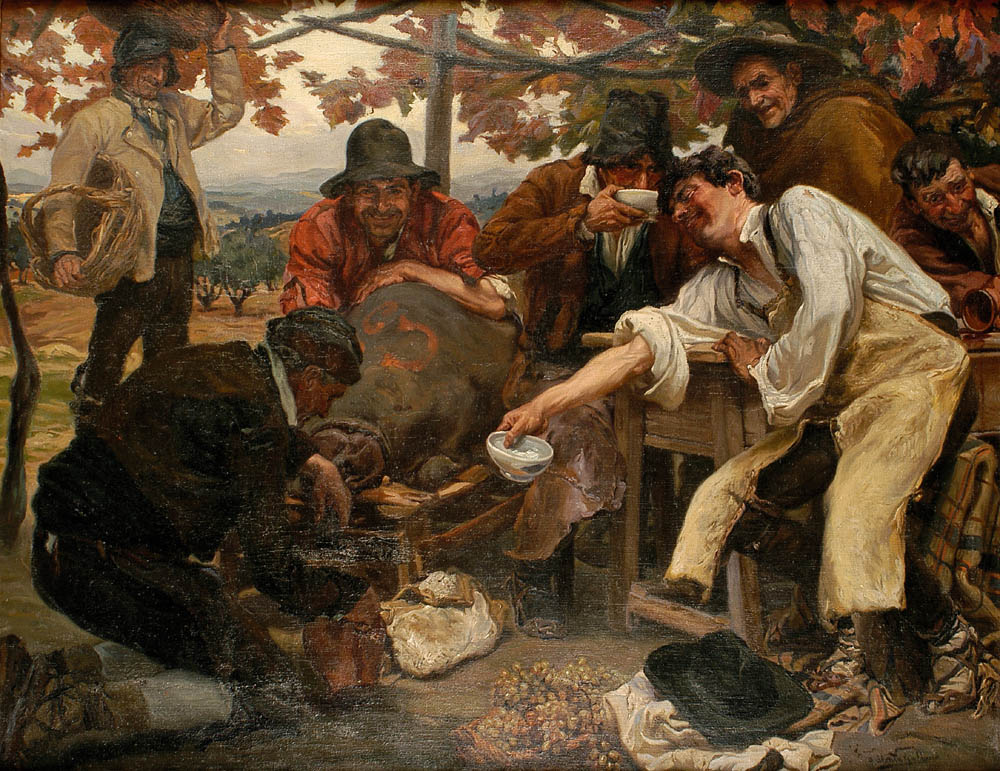
Po zbiorach 1930,
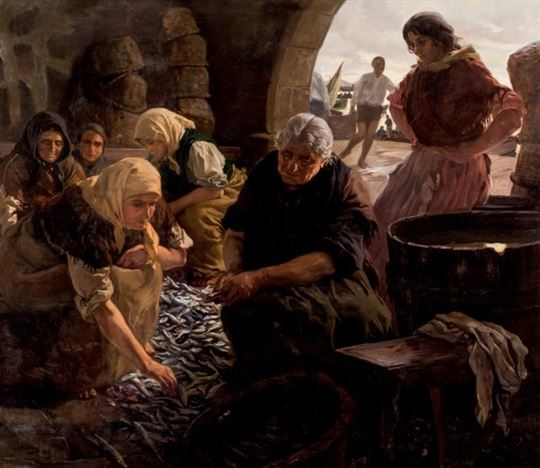
Czyszczenie sardynek przed 1936,
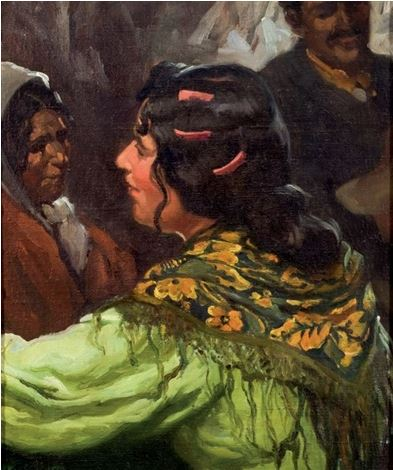
Cygańska rozmowa przed 1936,